# Rhonetal (Schweiz)
Als Rhonetal (auch Walliser Rhonetal, Schweizer Rhonetal, einheimisch auch Rottental; französisch vallée du Rhône; rätoromanisch val dal Rodan) wird das Tal der Rhone von Brig-Glis bis Saint-Maurice bezeichnet.

## Geographie
Das Schweizer Rhonetal ist das Haupttal des Kantons Wallis. Es handelt sich um ein Trogtal, das vom Rhonegletscher geformt wurde.
Der flussaufwärts liegende Bezirk Goms wird ebenso wie das flussabwärts zwischen Saint-Maurice und dem Genfersee liegende Chablais nicht als Rhonetal bezeichnet, obwohl auch diese Gebiete von der Rhone durchflossen werden.

## Sprachgebiete
Im oberen Teil des Rhonetals (und des Wallis generell) wird Deutsch gesprochen, im unteren Teil Französisch. Die Sprachgrenze liegt bei Siders (französisch Sierre).

## Verkehr
Das Tal ist mit der Hauptstrasse 9 und der Autobahn A9 sowie mit der Eisenbahn (Simplonstrecke) erschlossen. Durch den Lötschbergtunnel mit Autoverlad sowie dem Lötschberg-Basistunnel kann das Tal ganzjährig vom Berner Oberland her erreicht werden, ohne dass man den Zugang vom Genfersee her benutzen müsste. Über die Simplonpassstrasse und den Simplon-Eisenbahntunnel sowie dem Grosser St. Bernhard-Pass und dem Grosser-St.-Bernhard-Strassentunnel ist das Tal mit Italien verbunden.

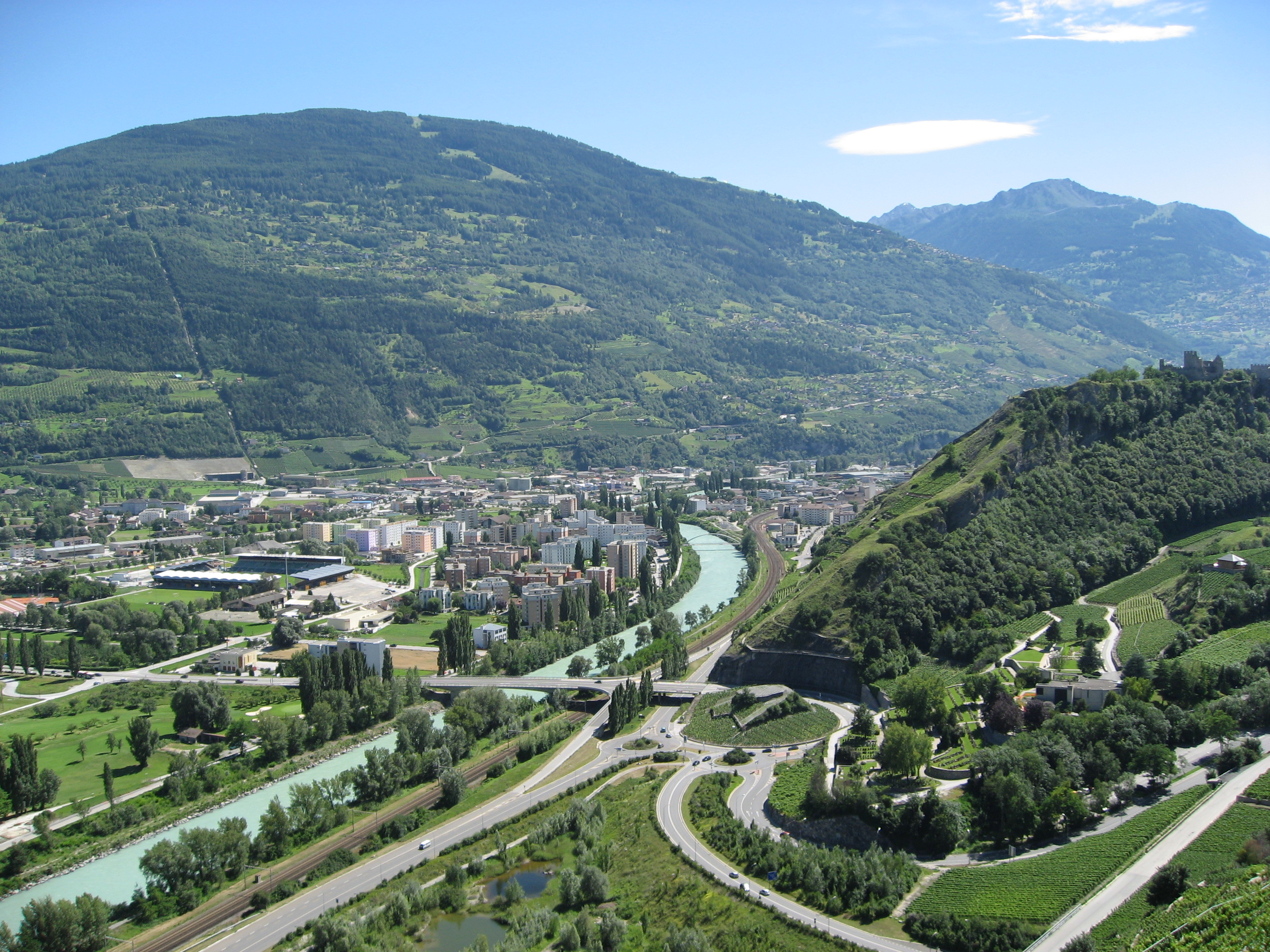
Das Tal beim Walliser Kantonshauptort Sitten
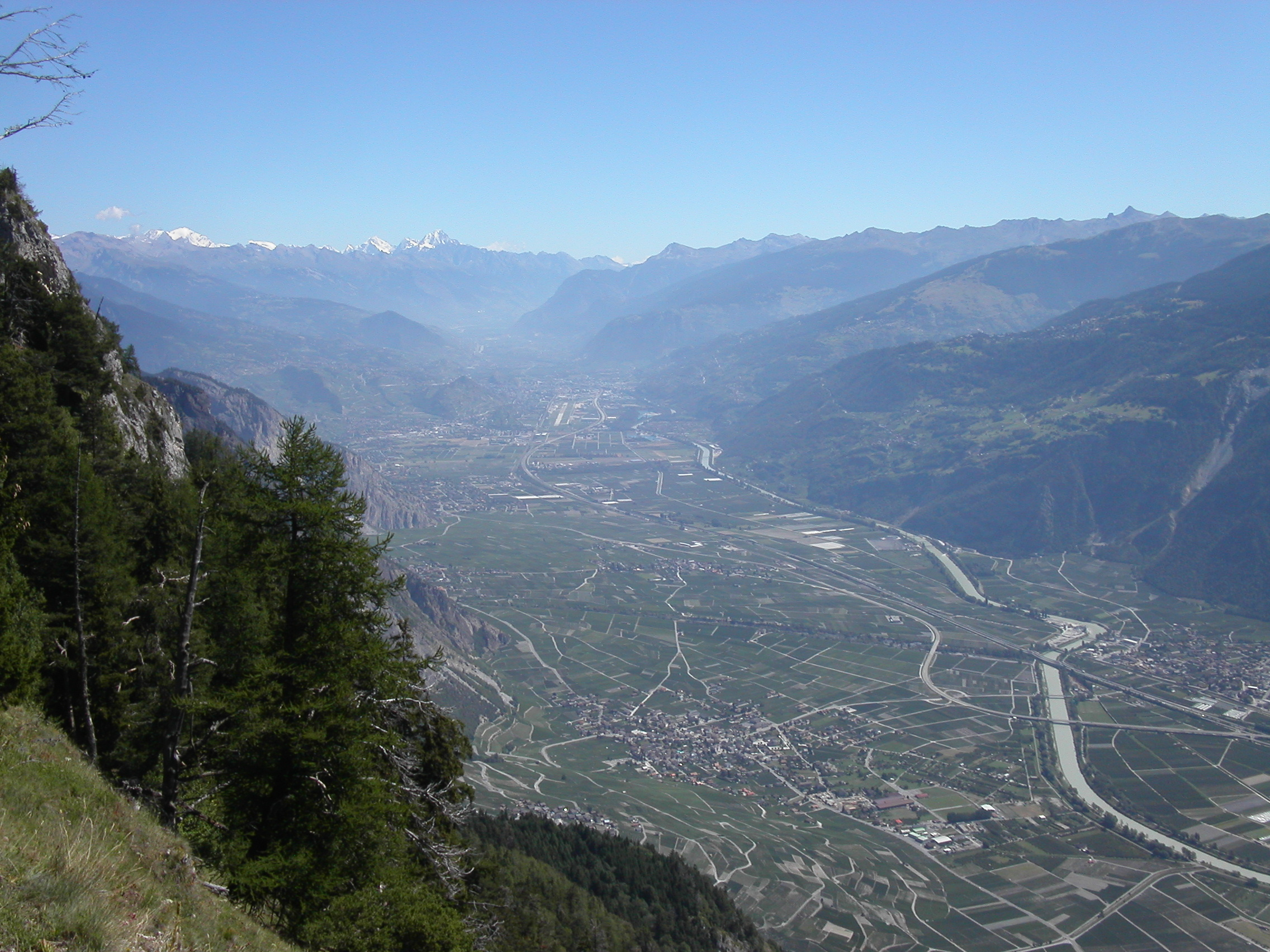
Walliser Rhonetal bei Leytron
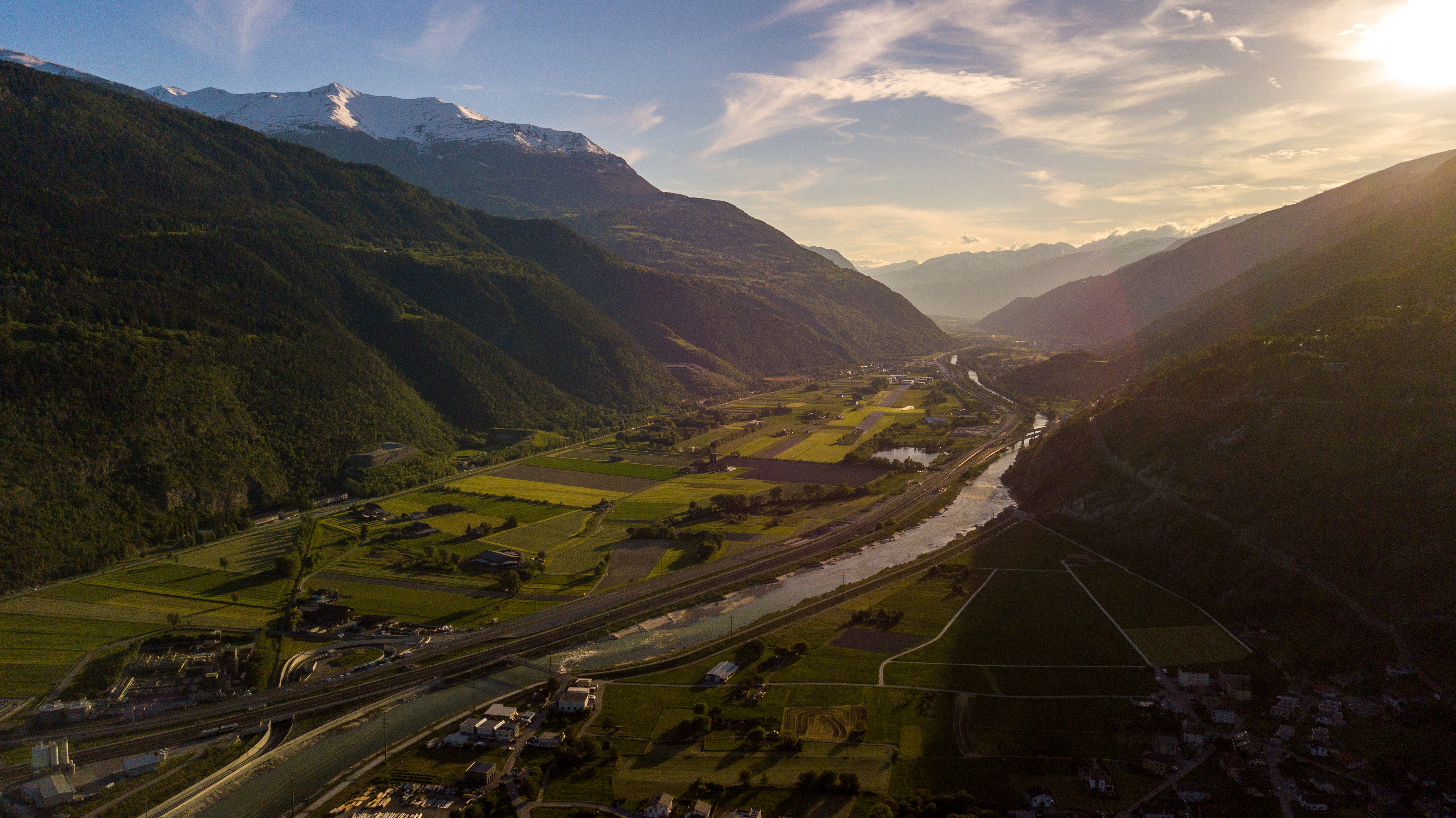
Rhonetal von Visp aus Richtung Unterwallis